# Reichsfremdenverkehrsverband

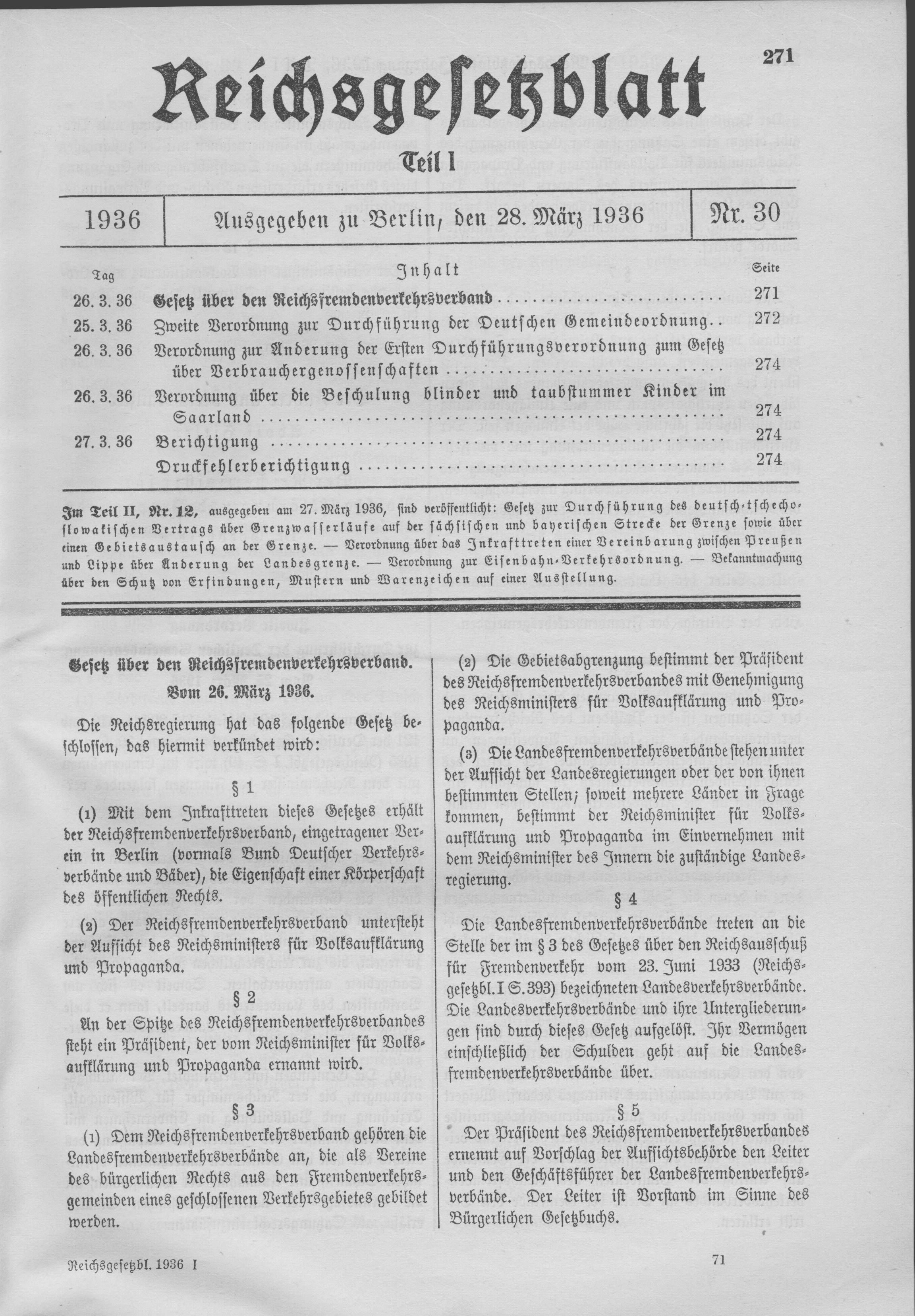
Rechtsgrundlage: Reichsgesetzblatt März 1936 Reichsgesetzblatt

Der Reichsfremdenverkehrsverband mit Sitz in Berlin war der Tourismusverband des Deutschen Reiches im Geschäftsbereich des Reichsministeriums für Volksaufklärung und Propaganda.
Rechtsgrundlage war das Gesetz über den Reichsfremdenverkehrsverband vom 26. März 1936 (RGBl. I. S. 271).
Präsidenten waren
- 1935–1936 Paul Wolfrum
- 3. April 1936–1945 Hermann Esser[3]

Es gab einen Wissenschaftlichen Ausschuss und einen Fahrplanausschuss.
1947 entwickelte sich aus dem Reichsfremdenverkehrsverband der Deutsche Bäderverband.
Der Reichsfremdenverkehrsverband gab heraus:
- Der Fremdenverkehr – Mitteilungsblatt und Nachrichtendienst des Reichsfremdenverkehrsverbandes, 1935–1936
- Reichs-Handbuch der deutschen Fremdenverkehrs-Orte. Wegweiser durch Deutschland für Kur, Reise und Erholung. Herausgegeben im Auftrage des Reichsfremdenverkehrsverbandes, Verlag Erwin Jäger. (1939)
- Reichs-Bäder-Adreßbuch (19...)
- Jahrbuch des deutschen Fremdenverkehrs